# Aeroportul Chignik Lagoon
Aeroportul Chignik Lagoon (IATA: KCL, FAA LID: KCL) este un aeroport din Alaska, Statele Unite ale Americii ce deservește zona Chignik Lagoon⁠(d). Aeroportul a fost tranzitat în 2019 de 860 de pasageri. A fost numit după zona deservită.
Situat la o altitudine de 8 m, aeroportul dispune de 1 pistă.

## Infrastructură

### Piste
Aeroportul dispune de o singură pistă. Pista 04/22 are dimensiunile 2.200 picioare × 90 picioare. 